# Брусково-Мале
Брусково-Мале (пол. Bruskowo Małe) — село в Польщі, у гміні Слупськ Слупського повіту Поморського воєводства.
Населення — 206 осіб (2011).
У 1975-1998 роках село належало до Слупського воєводства.

## Демографія
Демографічна структура станом на 31 березня 2011 року:
|          | Загалом | Допрацездатний вік | Працездатний вік | Постпрацездатний вік |
| -------- | ------- | ------------------ | ---------------- | -------------------- |
| Чоловіки | 103     | 26                 | 72               | 5                    |
| Жінки    | 103     | 21                 | 65               | 17                   |
| Разом    | 206     | 47                 | 137              | 22                   |